# Olympische Winterspiele 2018/Teilnehmer (Slowenien)
| Gelbes Symbol für Goldmedaillen mit stilisierten Olympischen Ringen | Graues Symbol für Silbermedaillen mit stilisierten Olympischen Ringen | Braundes Symbol für Bronzemedaillen mit stilisierten Olympischen Ringen |
| ------------------------------------------------------------------- | --------------------------------------------------------------------- | ----------------------------------------------------------------------- |
| —                                                                   | 1                                                                     | 1                                                                       |

Slowenien nahm an den Olympischen Winterspielen 2018 mit 71 Athleten in neun Disziplinen teil, davon 52 Männer und 19 Frauen. Fahnenträgerin bei der Eröffnungsfeier war Vesna Fabjan. Die slowenische Athleten sicherten sich zwei Medaillen: Jakov Fak gewann im Einzelrennen im Biathlon Silber, der Snowboarder Žan Košir gewann Bronze im Parallel-Riesenslalom.

## Teilnehmer nach Sportarten

### Biathlon
| Athleten                                             | Wettbewerbe                   | Zeit        | Fehler         | Rang   |
| ---------------------------------------------------- | ----------------------------- | ----------- | -------------- | ------ |
| Männer                                               |                               |             |                |        |
| Klemen Bauer                                         | 10 km Sprint                  | 24:36,4 min | 2 (0+2)        | 26     |
| Klemen Bauer                                         | 12,5 km Verfolgung            | 35:55,9 min | 6 (2+0+2+2)    | 24     |
| Klemen Bauer                                         | 15 km Massenstart             | 37:19,8 min | 4 (1+0+2+1)    | 20     |
| Klemen Bauer                                         | 20 km Einzel                  | 50:07,0 min | 2 (0+2+0+0)    | 15     |
| Miha Dovžan                                          | 10 km Sprint                  | 25:42,2 min | 2 (2+0)        | 53     |
| Miha Dovžan                                          | 12,5 km Verfolgung            | 40:13,2 min | 7 (0+1+3+3)    | 59     |
| Miha Dovžan                                          | 20 km Einzel                  | 51:54,2 min | 2 (1+0+0+1)    | 35     |
| Mitja Drinovec                                       | 10 km Sprint                  | 26:13,7 min | 3 (1+2)        | 72     |
| Mitja Drinovec                                       | 20 km Einzel                  | 56:06,4 min | 5 (2+1+2+0)    | 80     |
| Jakov Fak                                            | 10 km Sprint                  | 24:34,2 min | 2 (1+1)        | 23     |
| Jakov Fak                                            | 12,5 km Verfolgung            | 38:10,4 min | 6 (2+1+3+0)    | 47     |
| Jakov Fak                                            | 15 km Massenstart             | 36:23,4 min | 1 (0+0+1+0)    | 10     |
| Jakov Fak                                            | 20 km Einzel                  | 48:09,3 min | 0 (0+0+0+0)    | Silber |
| Miha Dovžan Klemen Bauer Mitja Drinovec Lenart Oblak | 4 × 7,5 km Staffel            | 1:20:17,3 h | 1+10 (0+5 1+5) | 10     |
| Frauen                                               |                               |             |                |        |
| Anja Eržen                                           | 7,5 km Sprint                 | 23:20,9 min | 3 (2+1)        | 46     |
| Anja Eržen                                           | 10 km Verfolgung              | 36:22,6 min | 7 (0+2+2+3)    | 51     |
| Anja Eržen                                           | 15 km Einzel                  | 45:22,9 min | 3 (0+0+0+3)    | 35     |
| Urška Poje                                           | 7,5 km Sprint                 | 24:52,8 min | 4 (0+4)        | 75     |
| Urška Poje                                           | 15 km Einzel                  | 43:52,7 min | 0 (0+0+0+0)    | 12     |
| Mixed                                                |                               |             |                |        |
| Urška Poje Anja Eržen Klemen Bauer Jakov Fak         | 2 × 6 km + 2 × 7,5 km Staffel | 1:11:55,6 h | 1+7 (0+0 1+7)  | 14     |

### Eishockey
| Wettbewerb                 | Männer |
| -------------------------- | --- |
| Athleten                   | Boštjan Goličič Luka Gračnar Blaž Gregorc Andrej Hebar Žiga Jeglič Sabahudin Kovačevič Aleš Kranjc Gašper Krošelj Anže Kuralt Jan Muršak Aleš Mušič Ken Ograjenšek Žiga Pance Žiga Pavlin Matija Pintarič Matic Podlipnik Jurij Repe Mitja Robar David Rodman Marcel Rodman Robert Sabolič Rok Tičar Jan Urbas Miha Verlič Luka Vidmar |
| Vorrunde                   | USA 3:2 n. V. (0:1, 0:1, 2:0, 1:0) Olympische Athleten aus Russland 2:8 (0:2, 1:4, 1:2) Slowakei 3:2 n. P. (0:0, 2:1, 0:1, 0:0, 1:0) |
| Viertelfinal-Qualifikation | Norwegen 1:2 n. V. (1:0, 0:0, 0:1, 0:1) |
| Platzierung                | 9. Platz |

### Freestyle-Skiing
| Athleten     | Wettbewerbe | Achtelfinale | Viertelfinale | Halbfinale | B-Finale | Rang |
| Athleten     | Wettbewerbe | Rang         | Rang          | Rang       | Rang     | Rang |
| ------------ | ----------- | ------------ | ------------- | ---------- | -------- | ---- |
| Männer       |             |              |               |            |          |      |
| Filip Flisar | Skicross    | 1            | 2             | 4          | 3        | 7    |

### Nordische Kombination
| Athleten       | Wettbewerb                        | Skispringen | Skispringen | Langlauf    | Langlauf | Rang |
| Athleten       | Wettbewerb                        | Punkte      | Rang        | Zeit        | Rang     | Rang |
| -------------- | --------------------------------- | ----------- | ----------- | ----------- | -------- | ---- |
| Männer         |                                   |             |             |             |          |      |
| Marjan Jelenko | Gundersen-Wettkampf Normalschanze | 60,4        | 46          | 30:08,5 min | 32       | 44   |
| Marjan Jelenko | Gundersen-Wettkampf Großschanze   | 84,4        | 37          | 24:57,7 min | 36       | 41   |
| Vid Vrhovnik   | Gundersen-Wettkampf Normalschanze | 90,4        | 27          | 27:39,9 min | 23       | 28   |
| Vid Vrhovnik   | Gundersen-Wettkampf Großschanze   | 83,4        | 38          | 25:08,4 min | 17       | 42   |

### Rennrodeln
| Athlet      | Wettbewerb | Lauf 1   | Lauf 1 | Lauf 2   | Lauf 2 | Lauf 3   | Lauf 3 | Lauf 4        | Lauf 4        | Gesamt       | Gesamt |
| Athlet      | Wettbewerb | Zeit     | Rang   | Zeit     | Rang   | Zeit     | Rang   | Zeit          | Rang          | Zeit         | Rang   |
| ----------- | ---------- | -------- | ------ | -------- | ------ | -------- | ------ | ------------- | ------------- | ------------ | ------ |
| Männer      |            |          |        |          |        |          |        |               |               |              |        |
| Tilen Sirše | Einsitzer  | 49,887 s | 34     | 58,776 s | 40     | 49,646 s | 38     | ausgeschieden | ausgeschieden | 2:38,310 min | 39     |

### Ski Alpin
| Athleten       | Wettbewerbe  | 1. Lauf     | 2. Lauf       | Gesamt        | Gesamt        |
| Athleten       | Wettbewerbe  | Zeit        | Zeit          | Zeit          | Rang          |
| -------------- | ------------ | ----------- | ------------- | ------------- | ------------- |
| Männer         |              |             |               |               |               |
| Boštjan Kline  | Abfahrt      | −           | −             | 1:43,03 min   | 27            |
| Boštjan Kline  | Super-G      | −           | −             | 1:25,36 min   | 10            |
| Boštjan Kline  | Kombination  | 1:22,42 min | DNS           | ausgeschieden | ausgeschieden |
| Martin Čater   | Abfahrt      | −           | −             | 1:42,53 min   | 19            |
| Martin Čater   | Super-G      | −           | −             | DNF           | DNF           |
| Martin Čater   | Riesenslalom | DNF         | ausgeschieden | ausgeschieden | ausgeschieden |
| Martin Čater   | Kombination  | 1:20,57 min | DNF           | ausgeschieden | ausgeschieden |
| Miha Hrobat    | Abfahrt      | −           | −             | 1:43,61 min   | 29            |
| Miha Hrobat    | Super-G      | −           | −             | DNF           | DNF           |
| Miha Hrobat    | Riesenslalom | DNF         | ausgeschieden | ausgeschieden | ausgeschieden |
| Klemen Kosi    | Abfahrt      | −           | −             | DNF           | DNF           |
| Klemen Kosi    | Super-G      | −           | −             | 1:26,50 min   | 25            |
| Klemen Kosi    | Kombination  | 1:20,61 min | 48,76 s       | 2:09,37 min   | 10            |
| Žan Kranjec    | Riesenslalom | 1:09,52 min | 1:10,25 min   | 2:19,77 min   | 4             |
| Žan Kranjec    | Slalom       | DNF         | ausgeschieden | ausgeschieden | ausgeschieden |
| Štefan Hadalin | Riesenslalom | 1:11,53 min | 1:10,13 min   | 2:21,66 min   | 21            |
| Štefan Hadalin | Slalom       | DNF         | ausgeschieden | ausgeschieden | ausgeschieden |
| Štefan Hadalin | Kombination  | 1:21,15 min | 47,79 s       | 2:08,94 min   | 8             |
| Frauen         |              |             |               |               |               |
| Ana Bucik      | Riesenslalom | 1:13,38 min | 1:10,71 min   | 2:24,09 min   | 21            |
| Ana Bucik      | Slalom       | 52,09 s     | 50,82 s       | 1:42,91 min   | 24            |
| Ana Bucik      | Kombination  | 1:42,77 min | 41,99 s       | 2:24,76 min   | 11            |
| Ana Drev       | Riesenslalom | 1:11,64 min | DNF           | ausgeschieden | ausgeschieden |
| Maruša Ferk    | Abfahrt      | −           | −             | 1:42,00 min   | 19            |
| Maruša Ferk    | Super-G      | −           | −             | 1:23,18 min   | 25            |
| Maruša Ferk    | Slalom       | 51,29 s     | 50,79 s       | 1:42,08 min   | 18            |
| Maruša Ferk    | Kombination  | 1:40,98 min | DSQ           | ausgeschieden | ausgeschieden |
| Meta Hrovat    | Riesenslalom | 1:12,76 min | 1:09,59 min   | 2:22,35 min   | 14            |
| Meta Hrovat    | Slalom       | 51,93 s     | 50,57 s       | 1:42,50 min   | 21            |
| Tina Robnik    | Super-G      | −           | −             | 1:24,49 min   | 34            |
| Tina Robnik    | Riesenslalom | DNF         | ausgeschieden | ausgeschieden | ausgeschieden |

| Athleten                                         | Wettbewerbe             | Achtelfinale | Achtelfinale | Viertelfinale | Viertelfinale | Halbfinale    | Halbfinale    | Finale/Platz 3 | Finale/Platz 3 | Rang |
| Athleten                                         | Wettbewerbe             | Gegner       | Punkte       | Gegner        | Punkte        | Gegner        | Punkte        | Gegner         | Punkte         | Rang |
| ------------------------------------------------ | ----------------------- | ------------ | ------------ | ------------- | ------------- | ------------- | ------------- | -------------- | -------------- | ---- |
| Mixed                                            |                         |              |              |               |               |               |               |                |                |      |
| Ana Bucik Tina Robnik Štefan Hadalin Žan Kranjec | Riesenslalom Mannschaft | Schweden     | 1:3          | ausgeschieden | ausgeschieden | ausgeschieden | ausgeschieden | ausgeschieden  | ausgeschieden  | 9    |

### Skilanglauf
| Athleten                                                  | Wettbewerbe      | Zeit        | Rang |
| --------------------------------------------------------- | ---------------- | ----------- | ---- |
| Frauen                                                    |                  |             |      |
| Alenka Čebašek                                            | 10 km Freistil   | 26:30,1 min | 12   |
| Anamarija Lampič                                          | 10 km Freistil   | 27:26,4 min | 27   |
| Nika Razinger                                             | 10 km Freistil   | 29:45,5 min | 69   |
| Manca Slabanja                                            | 10 km Freistil   | 28:47,3 min | 54   |
| Manca Slabanja                                            | 15 km Skiathlon  | 47:57,8 min | 59   |
| Anamarija Lampič Katja Višnar Alenka Čebašek Vesna Fabjan | 4 × 5 km Staffel | 53:55,7 min | 8    |
| Männer                                                    |                  |             |      |
| Miha Šimenc                                               | 15 km Freistil   | 39:16,9 min | 88   |

| Athleten                        | Wettbewerbe | Qualifikation | Qualifikation | Viertelfinale | Viertelfinale | Halbfinale    | Halbfinale    | Finale        | Finale        | Rang |
| Athleten                        | Wettbewerbe | Zeit          | Rang          | Zeit          | Rang          | Zeit          | Rang          | Zeit          | Rang          | Rang |
| ------------------------------- | ----------- | ------------- | ------------- | ------------- | ------------- | ------------- | ------------- | ------------- | ------------- | ---- |
| Frauen                          |             |               |               |               |               |               |               |               |               |      |
| Alenka Čebašek                  | Sprint      | 3:23,38 min   | 29            | 3:30,87 min   | 6             | ausgeschieden | ausgeschieden | ausgeschieden | ausgeschieden | 30   |
| Anamarija Lampič                | Sprint      | 3:16,57 min   | 11            | 3:12,46 min   | 3             | 3:13,95 min   | 4             | ausgeschieden | ausgeschieden | 7    |
| Nika Razinger                   | Sprint      | 3:35,11 min   | 52            | ausgeschieden | ausgeschieden | ausgeschieden | ausgeschieden | ausgeschieden | ausgeschieden | 52   |
| Katja Višnar                    | Sprint      | 3:15,24 min   | 5             | 3:20,49 min   | 4             | ausgeschieden | ausgeschieden | ausgeschieden | ausgeschieden | 16   |
| Alenka Čebašek Anamarija Lampič | Teamsprint  | −             | −             | −             | −             | 16:39,92 min  | 3             | 16:28,24 min  | 6             | 6    |
| Männer                          |             |               |               |               |               |               |               |               |               |      |
| Janez Lampič                    | Sprint      | 3:22,03 min   | 47            | ausgeschieden | ausgeschieden | ausgeschieden | ausgeschieden | ausgeschieden | ausgeschieden | 46   |
| Miha Šimenc                     | Sprint      | 3:17,95 min   | 32            | ausgeschieden | ausgeschieden | ausgeschieden | ausgeschieden | ausgeschieden | ausgeschieden | 32   |
| Janez Lampič Miha Šimenc        | Teamsprint  | −             | −             | −             | −             | 17:24,79 min  | 11            | ausgeschieden | ausgeschieden | 20   |

### Skispringen
| Athleten                                            | Wettbewerbe            | Qualifikation | Qualifikation | Qualifikation | 1. Durchgang | 1. Durchgang | 1. Durchgang | 2. Durchgang  | 2. Durchgang  | 2. Durchgang  | Gesamt | Gesamt |
| Athleten                                            | Wettbewerbe            | Weite         | Punkte        | Rang          | Weite        | Punkte       | Rang         | Weite         | Punkte        | Rang          | Punkte | Rang   |
| --------------------------------------------------- | ---------------------- | ------------- | ------------- | ------------- | ------------ | ------------ | ------------ | ------------- | ------------- | ------------- | ------ | ------ |
| Frauen                                              |                        |               |               |               |              |              |              |               |               |               |        |        |
| Urša Bogataj                                        | Normalschanze          | −             | −             | −             | 84,5 m       | 71,2         | 25           | 81,0 m        | 64,0          | 30            | 135,2  | 30     |
| Ema Klinec                                          | Normalschanze          | −             | −             | −             | 91,5 m       | 94,2         | 12           | 89,0 m        | 87,4          | 16            | 181,6  | 14     |
| Nika Križnar                                        | Normalschanze          | −             | −             | −             | 101,0 m      | 108,5        | 7            | 104,0 m       | 114,7         | 6             | 223,2  | 7      |
| Špela Rogelj                                        | Normalschanze          | −             | −             | −             | 80,0         | 64,3         | 28           | 90,5 m        | 90,2          | 12            | 154,5  | 22     |
| Männer                                              |                        |               |               |               |              |              |              |               |               |               |        |        |
| Tilen Bartol                                        | Normalschanze          | 97,0 m        | 115,1         | 22            | 106,0 m      | 119,0        | 12           | 102,0 m       | 101,8         | 23            | 220,8  | 16     |
| Tilen Bartol                                        | Großschanze            | 103,5 m       | 69,6          | 49            | 130,5 m      | 122,4        | 19           | 130,0 m       | 125,1         | 12            | 247,5  | 17     |
| Jernej Damjan                                       | Normalschanze          | 99,5 m        | 118,9         | 16            | 97,0 m       | 101,1        | 27           | 95,5 m        | 100,2         | 24            | 201,3  | 27     |
| Jernej Damjan                                       | Großschanze            | 132,5 m       | 113,7         | 15            | 130,0 m      | 124,0        | 18           | 130,5 m       | 124,3         | 14            | 248,3  | 16     |
| Peter Prevc                                         | Normalschanze          | 99,0 m        | 120,2         | 14            | 98,5 m       | 106,2        | 24           | 113,0 m       | 128,1         | 3             | 234,3  | 12     |
| Peter Prevc                                         | Großschanze            | 125,0 m       | 111,0         | 17            | 134,0 m      | 132,4        | 8            | 127,5 m       | 125,6         | 11            | 258,0  | 11     |
| Anže Semenič                                        | Großschanze            | 119,5 m       | 97,5          | 30            | 127,0 m      | 118,1        | 21           | 120,0 m       | 102,4         | 27            | 220,5  | 27     |
| Timi Zajc                                           | Normalschanze          | 94,0 m        | 107,1         | 29            | 97,0 m       | 98,6         | 33           | ausgeschieden | ausgeschieden | ausgeschieden | 98,6   | 33     |
| Tilen Bartol Jernej Damjan Peter Prevc Anže Semenič | Großschanze Mannschaft | −             | −             | −             | 515,5 m      | 492,4        | 5            | 508,5 m       | 475,4         | 5             | 967,8  | 5      |

### Snowboard
| Athleten          | Wettbewerbe | Halbfinale | Halbfinale | Finale        | Finale        | Rang |
| Athleten          | Wettbewerbe | Punkte     | Rang       | Punkte        | Rang          | Rang |
| ----------------- | ----------- | ---------- | ---------- | ------------- | ------------- | ---- |
| Männer            |             |            |            |               |               |      |
| Tim-Kevin Ravnjak | Halfpipe    | 72,50      | 16         | ausgeschieden | ausgeschieden | 16   |
| Tit Štante        | Halfpipe    | 52,25      | 25         | ausgeschieden | ausgeschieden | 25   |
| Frauen            |             |            |            |               |               |      |
| Kaja Verdnik      | Halfpipe    | 34,00      | 21         | ausgeschieden | ausgeschieden | 21   |

| Athleten      | Wettbewerbe           | Qualifikation | Qualifikation | Achtelfinale     | Achtelfinale  | Viertelfinale     | Viertelfinale | Halbfinale    | Halbfinale    | Finale/Platz 3 | Finale/Platz 3 | Rang   |
| Athleten      | Wettbewerbe           | Gegner        | Zeit          | Gegner           | Zeit          | Gegner            | Zeit          | Gegner        | Zeit          | Gegner         | Zeit           | Rang   |
| ------------- | --------------------- | ------------- | ------------- | ---------------- | ------------- | ----------------- | ------------- | ------------- | ------------- | -------------- | -------------- | ------ |
| Männer        |                       |               |               |                  |               |                   |               |               |               |                |                |        |
| Žan Košir     | Parallel-Riesenslalom | 1:24,97 min   | 2             | Kim Sang-kyum    | −1,14 s       | Stefan Baumeister | −3,07 s       | Lee Sang-ho   | +0,01 s       | Sylvain Dufour | −1,49 s        | Bronze |
| Rok Marguč    | Parallel-Riesenslalom | 1:25,98 min   | 17            | ausgeschieden    | ausgeschieden | ausgeschieden     | ausgeschieden | ausgeschieden | ausgeschieden | ausgeschieden  | ausgeschieden  | 17     |
| Tim Mastnak   | Parallel-Riesenslalom | 1:25,97 min   | 16            | Nevin Galmarini  | +0,38 s       | ausgeschieden     | ausgeschieden | ausgeschieden | ausgeschieden | ausgeschieden  | ausgeschieden  | 16     |
| Frauen        |                       |               |               |                  |               |                   |               |               |               |                |                |        |
| Gloria Kotnik | Parallel-Riesenslalom | 1:33,52 min   | 15            | Aljona Sawarsina | +0,03 s       | ausgeschieden     | ausgeschieden | ausgeschieden | ausgeschieden | ausgeschieden  | ausgeschieden  | 15     |